# 1984 en Grèce
Chronologie de la Grèce
- 1980
- 1981
- 1982
- 1983
- 1984
- 1985
- 1986
- 1987
- 1988

Cette page concerne les évènements survenus en 1984 en Grèce  :

## Évènements
- 17 juin : Élections européennes

## Cinéma - Sortie de film
- octobre : Festival du cinéma grec
- Bordelo
- La Descente des neuf
- Planque et camouflage
- Le Prix de l'amour

## Sport
- 8-19 février : Participation de la Grèce aux Jeux olympiques d'hiver à Sarajevo en Yougoslavie.
- 28 juillet-12 août : Participation de la Grèce aux Jeux olympiques d'été à Los Angeles.
- 18 novembre-5 décembre : Organisation des Olympiade d'échecs à Thessalonique.
- Coupe de Grèce de football (1983-1984) (en)
- Coupe de Grèce de football (1984-1985) (en)
- Championnat de Grèce de football 1983-1984
- Championnat de Grèce de football 1984-1985
- Création de clubs : Larisa B.C. (en) (basket), Megas Alexandros Kallithea F.C. (en), Paleochora F.C. (en) (football).

## Création
- Aérodrome de Leros
- Aérodrome de Skyros
- Alignement socialiste unifié de la Grèce (en)
- Centrale thermique d'Agios Dimitrios
- Centre d'art Mihalarias (en)
- Institut finlandais d'Athènes
- Musée d'Art byzantin Antivouniotissa
- Musée Tactual d'Athènes (en)
- Parti socialiste combattant de Grèce
- Police grecque
- Université ionienne
- Université de Thessalie
- Université de l'Égée

## Dissolution
- Gendarmerie grecque
- Institut Kanellópoulos de chimie et d'agriculture au Pirée.
- Police des villes
- Service de sécurité nationale (en)

## Naissance
- Eléni Filándra, athlète, spécialiste du 800 mètres.
- Anastasía Gará, personnalité politique.
- Dimítrios Grávalos, athlète, spécialiste du 400 mètres.
- Angelikí Kalaïtzí, miss Grèce 2008.
- Nikólaos Karábelas, footballeur.
- Nikólaos Kaloudákis, cycliste.
- Sotíris Leontíou, footballeur.
- Artémios Matthaiópoulos, personnalité politique.
- Níkos Oikonomópoulos, chanteur.
- Michális Sifákis, footballeur.
- Ángelos Tzortzínis, photojournaliste.
- Kóstas Vasiliádis, basketteur.
- Panayótis Vasilópoulos, basketteur.
- Vassílis Xanthópoulos, basketteur.

## Décès
- Giánnis Gaḯtis, peintre et sculpteur.
- Pétros Garoufaliás, homme d'affaires et ministre.
- Kóstas Giannídis, compositeur, pianiste et chef d'orchestre.
- Mános Katrákis, acteur.
- Dimítrios Kourétas, psychiatre et psychanalyste.
- Loukás Venetoúlias, peintre.